# Comuna Băișoara, Cluj
Băișoara (în maghiară Járabánya sau Kisbánya, în germană Kleingrub) este o comună în județul Cluj, Transilvania, România, formată din satele Băișoara (reședința), Frăsinet, Moara de Pădure, Muntele Băișorii, Muntele Bocului, Muntele Cacovei, Muntele Filii, Muntele Săcelului și Săcel. Comuna Băișoara este alcătuită din nouă sate.

## Istoric
Prima menționare documentară a satului Băișoara este din 1426.
Pe Harta Iosefină a Transilvaniei din 1769-1773 (Sectio 108) satul Băișoara apare sub numele de K. Bánya (ceea ce înseamnă Kisbánya = Baia Mică, de la activitățile miniere locale din trecut).

## Nume
Numele localității este în limba română Băișoara, în limba maghiară Járabánya (sau Kisbánya), iar în limba germană Kleingrub.

## Date geografice
Stațiunea este situată la poalele de est ale Muntelui Mare din Munții Apuseni, pe cursul mijlociu al râului Iara, la o distanță de aprox. 50 km de Cluj-Napoca, la altitudini cuprinse între 1200-1500 m.

### Arii protejate
- Muntele Băișorii (zonă protejată mixtă). Stațiunea Băișoara[5] deține o pârtie de schi. Aceasta este dotată cu mijloc de transport pe cablu, iar lungimea ei este de aproximativ 1,2 km. Sezonul durează aproximativ 5 luni pe an din decembrie până în martie. Vara există condiții prielnice pentru vânat și pescuit. Complexul turistic Băișoara constituie un excelent punct de plecare spre Muntele Mare și spre Cheile Runcului.

## Demografie
Componența etnică a comunei Băișoara
     Români (85,01%)
     Romi (2,23%)
     Alte etnii (0,34%)
     Necunoscută (12,41%)
Componența confesională a comunei Băișoara
     Ortodocși (80,84%)
     Penticostali (3,15%)
     Baptiști (1,43%)
     Alte religii (1,89%)
     Necunoscută (12,7%)
Conform recensământului efectuat în 2021, populația comunei Băișoara se ridică la 1.748 de locuitori, în scădere față de recensământul anterior din 2011, când fuseseră înregistrați 1.940 de locuitori. Majoritatea locuitorilor sunt români (85,01%), cu o minoritate de romi (2,23%), iar pentru 12,41% nu se cunoaște apartenența etnică. Din punct de vedere confesional, majoritatea locuitorilor sunt ortodocși (80,84%), cu minorități de penticostali (3,15%) și baptiști (1,43%), iar pentru 12,7% nu se cunoaște apartenența confesională.

## Politică și administrație
Comuna Băișoara este administrată de un primar și un consiliu local compus din 11 consilieri. Primarul, Marius Țop[*], de la Partidul Social Democrat, este în funcție din 1 noiembrie 2024. Începând cu alegerile locale din 2024, consiliul local are următoarea componență pe partide politice:
|  | Partid                          | Consilieri | Componența Consiliului | Componența Consiliului | Componența Consiliului | Componența Consiliului | Componența Consiliului |
|  | ------------------------------- | ---------- | ---------------------- | ---------------------- | ---------------------- | ---------------------- | ---------------------- |
|  | Partidul Social Democrat        | 5          |                        |                        |                        |                        |                        |
|  | Partidul Național Liberal       | 2          |                        |                        |                        |                        |                        |
|  | Alianța pentru Unirea Românilor | 2          |                        |                        |                        |                        |                        |
|  | Alianța Dreapta Unită           | 2          |                        |                        |                        |                        |                        |

### Evoluție istorică
Populația comunei a evoluat de-a lungul timpului astfel:
Băișoara - evoluția demografică

010002000300040001850189019101930195619772002populațiePopulația istorică din Băișoara
Date: Recensăminte sau birourile de statistică - grafică realizată de Wikipedia

## Date economice
- Zăcăminte de argint și plumb.
- Trei cariere de dacit.
- Mori de apă (în prezent inactive).

## Obiective turistice
- Cetatea Liteni (secolul al XIII-lea), din satul Liteni.
- Monumentul Eroilor.
- Pista de schi.

## Imagini

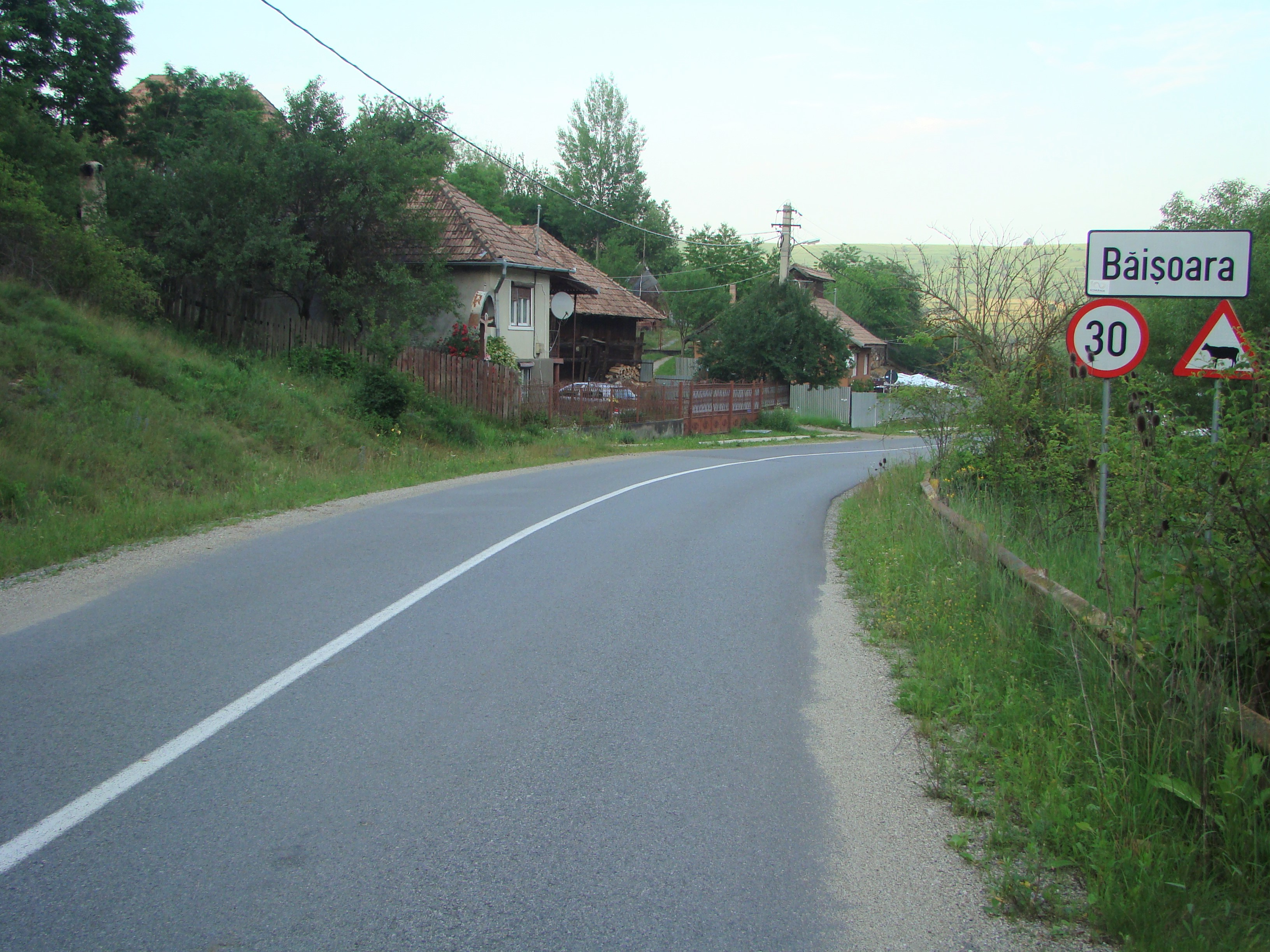
Intrarea în satul Băișoara
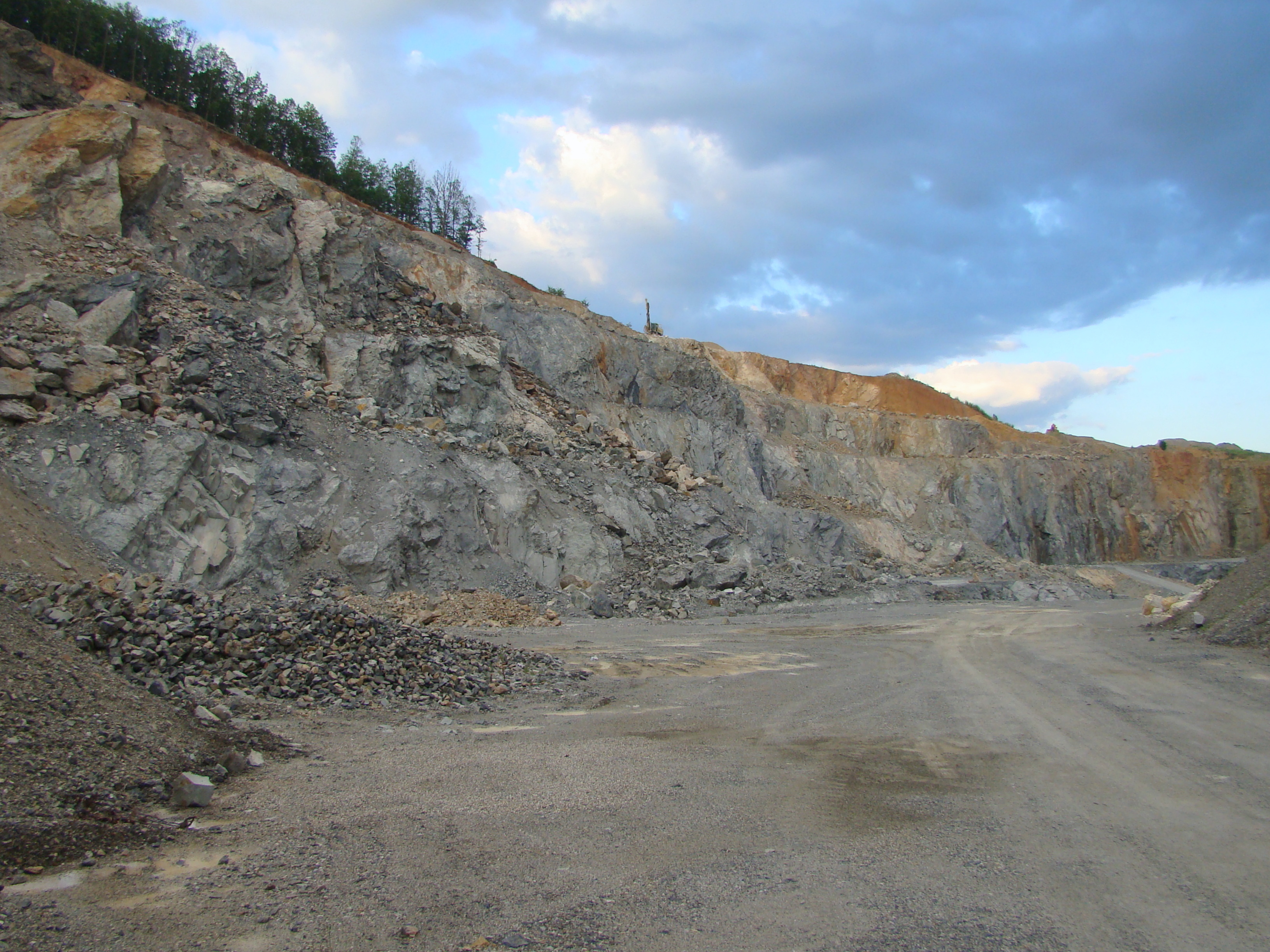
Cariera de dacit
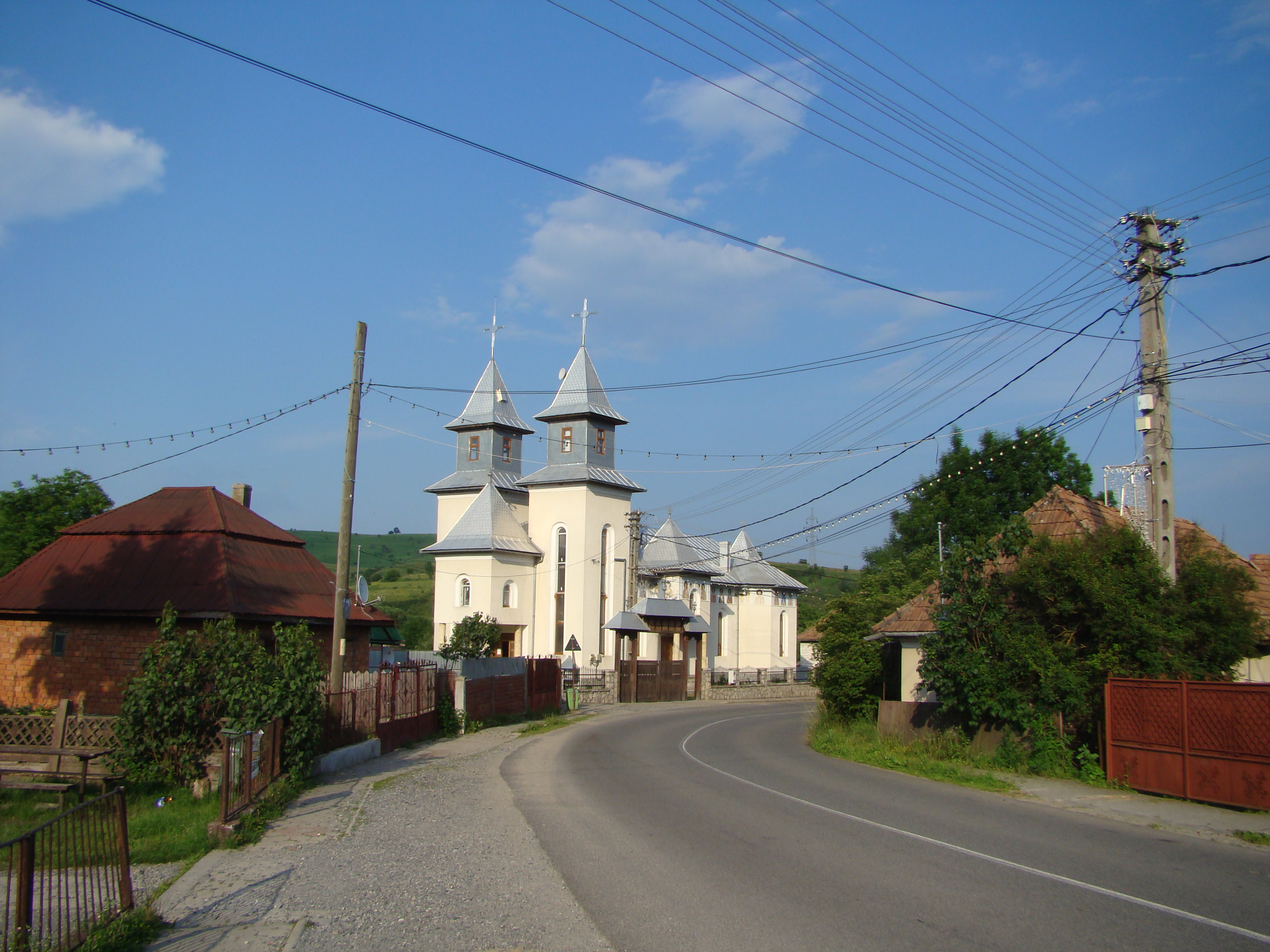
Biserica „Adormirea Maicii Domnului”
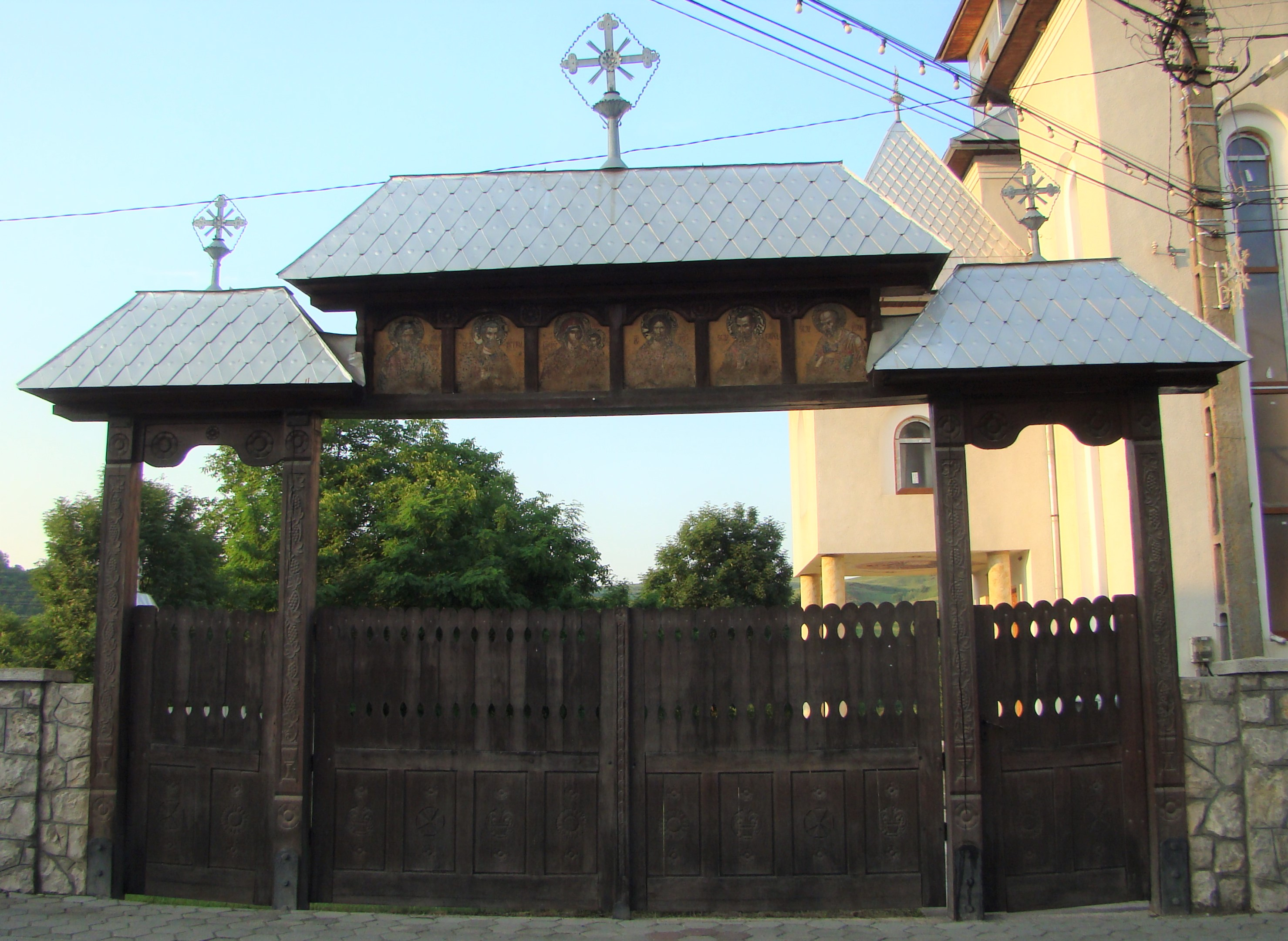
Poarta de lemn a bisericii
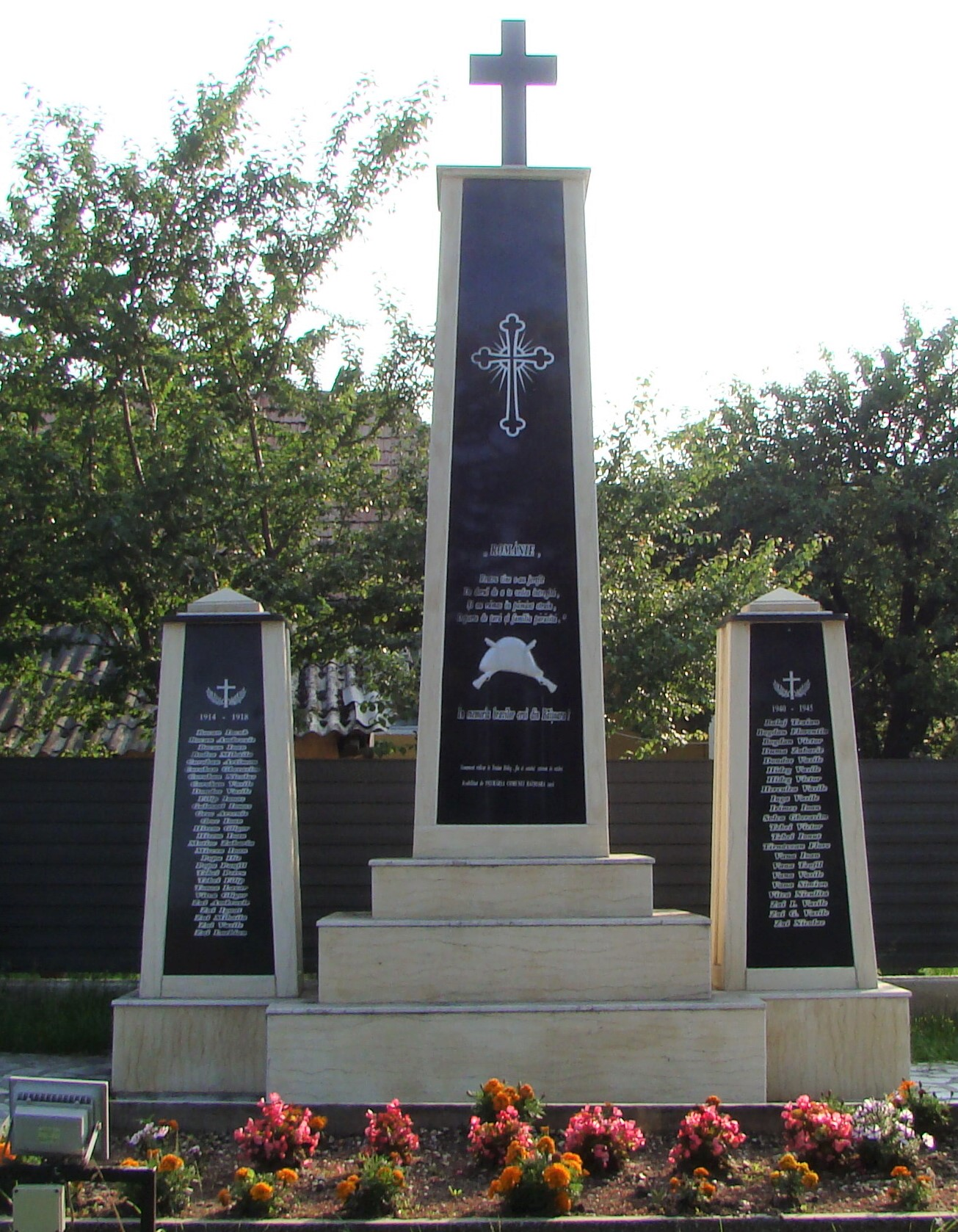
Monumentul eroilor
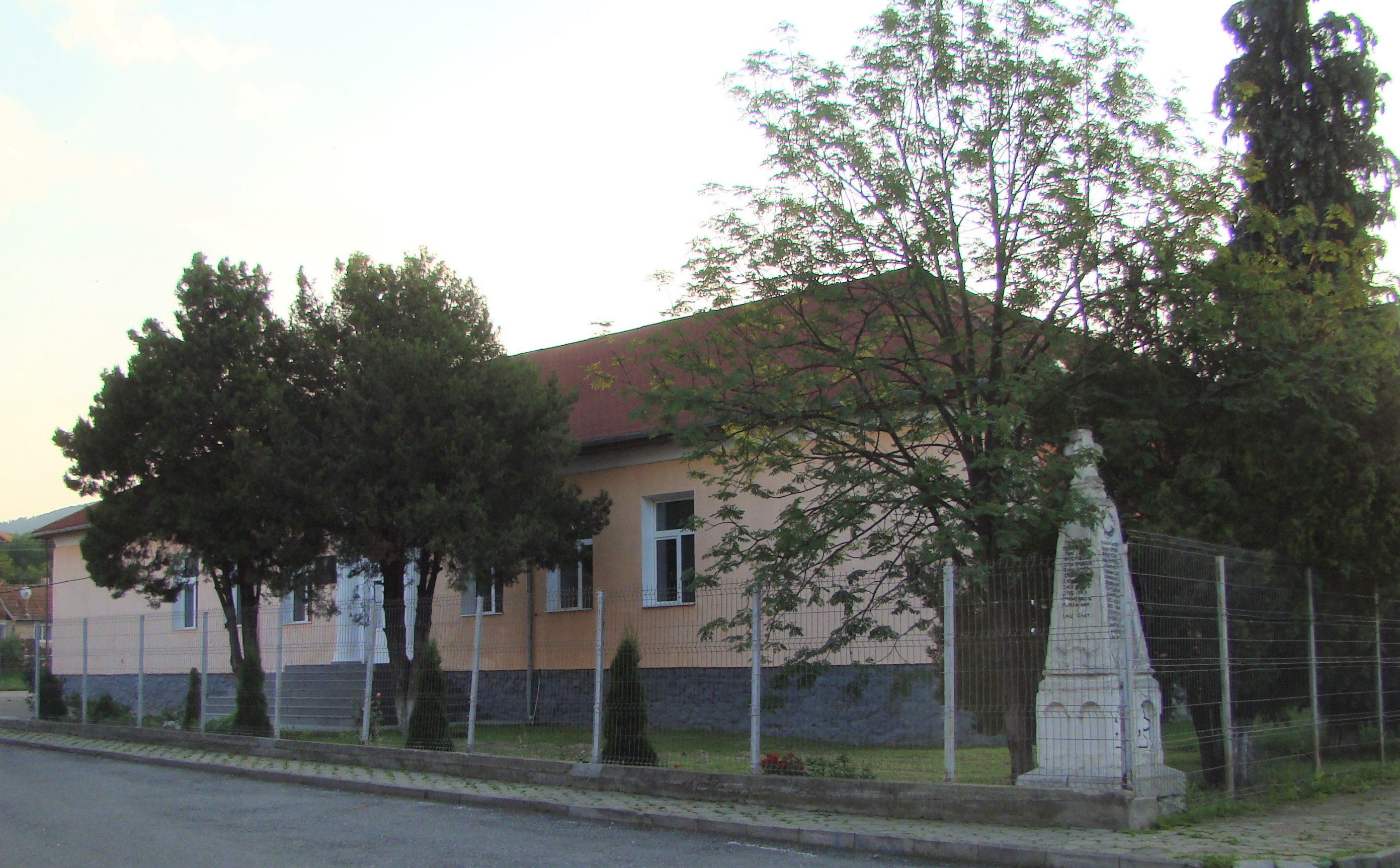
Școala gimnazială „Mircea Luca”
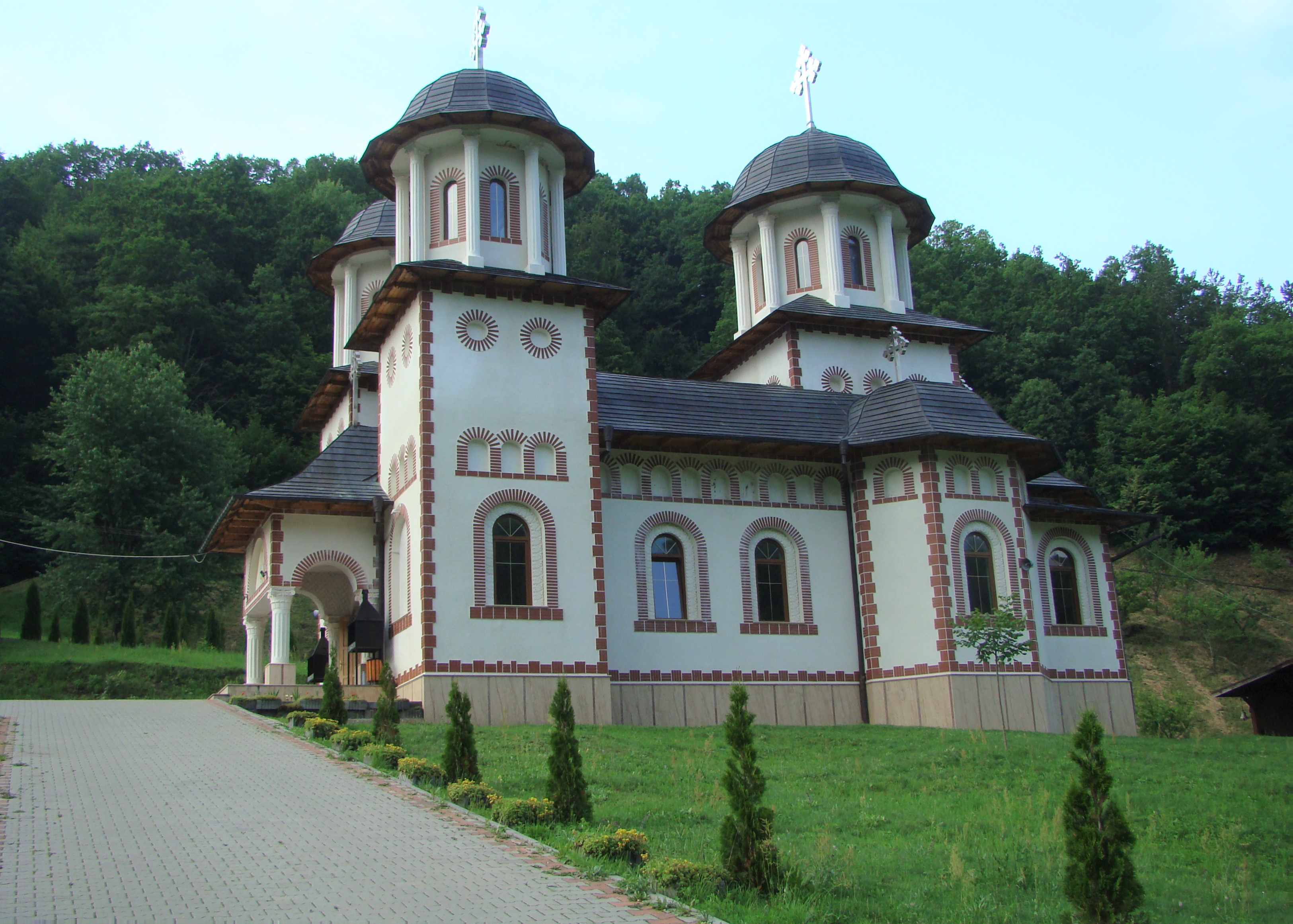
Mănăstirea „Sfântul Prooroc Ilie Tesviteanulˮ Băișoara
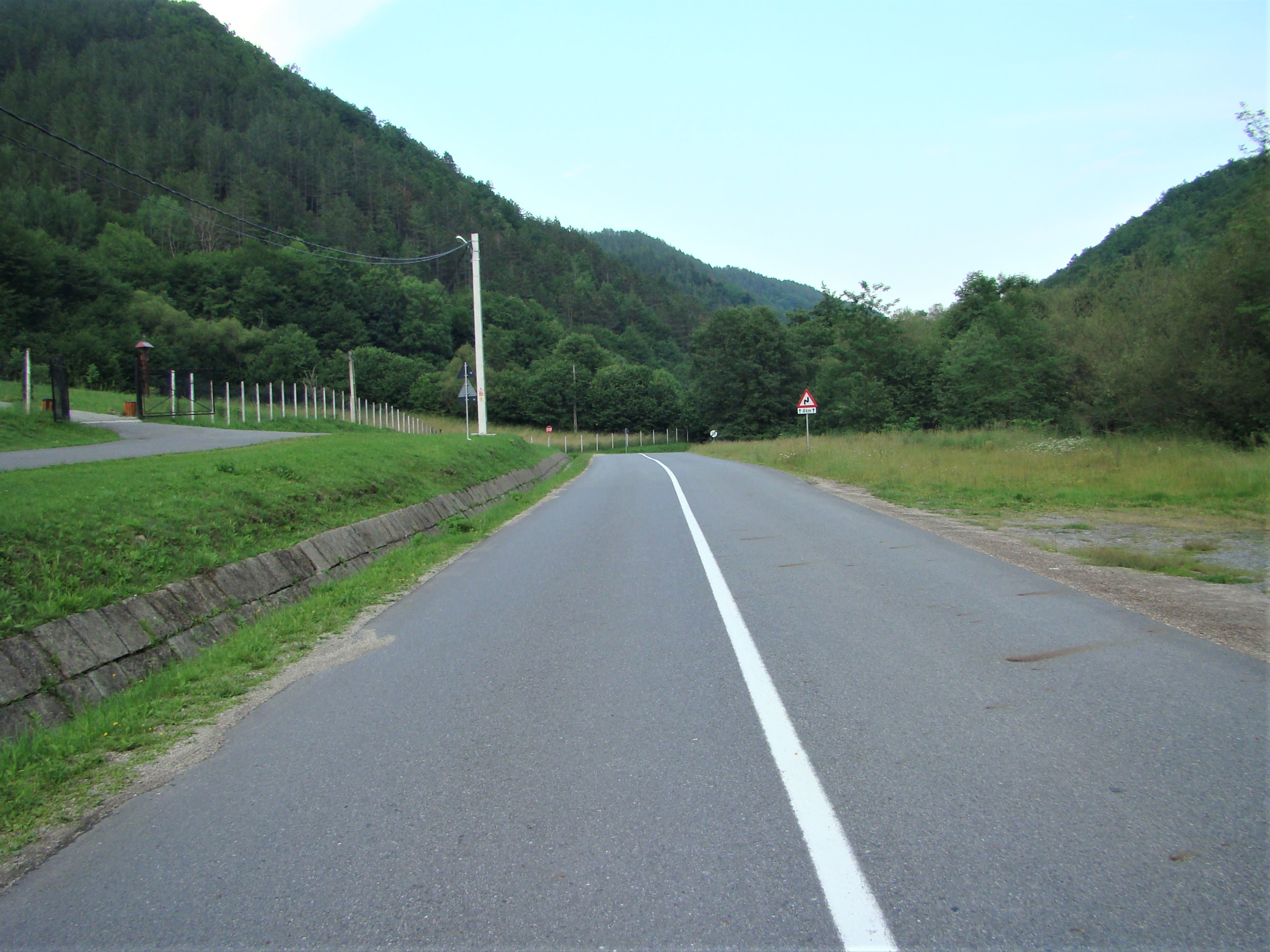
Drumul Băișoara-Muntele Băișorii
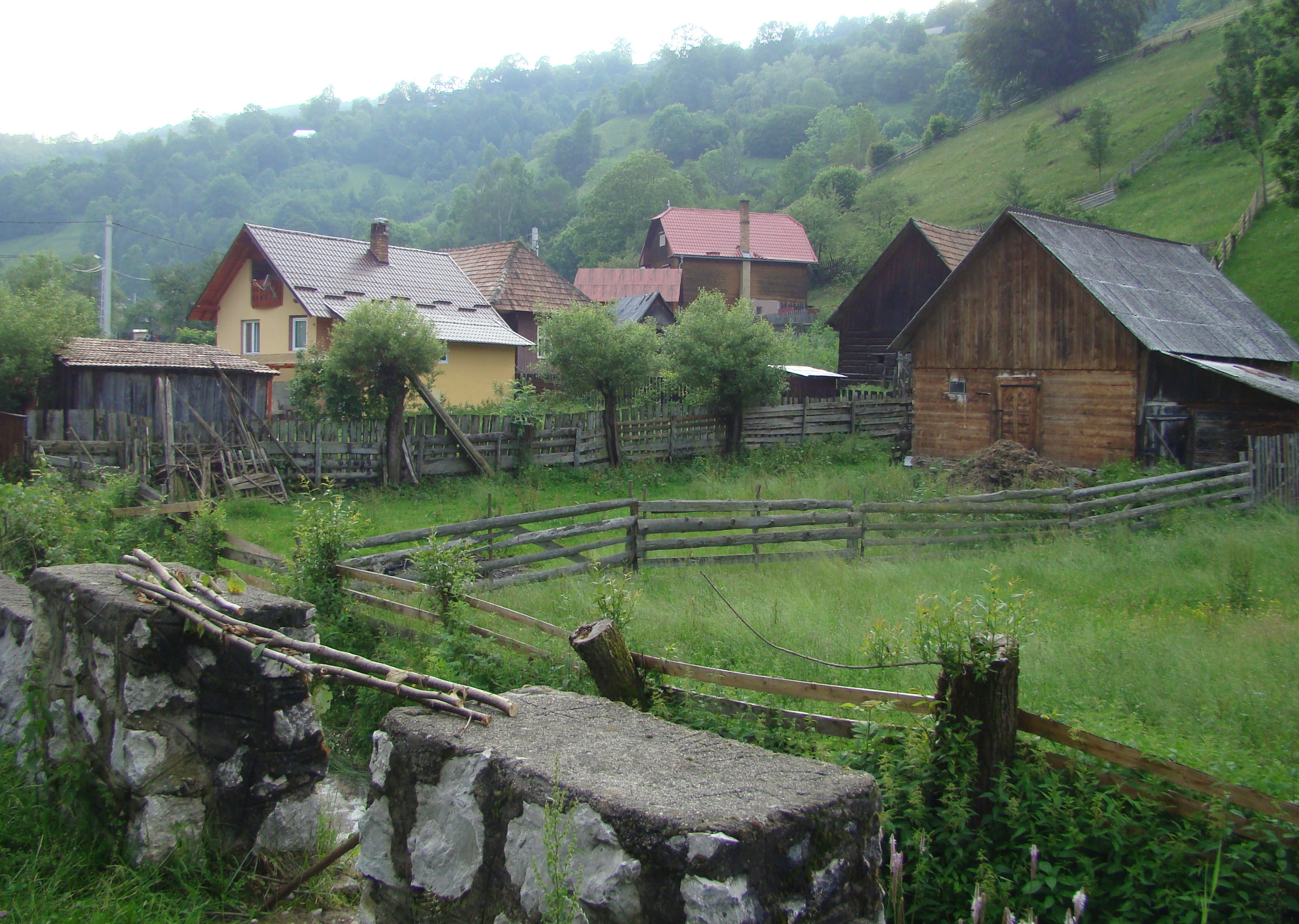
Muntele Băișorii
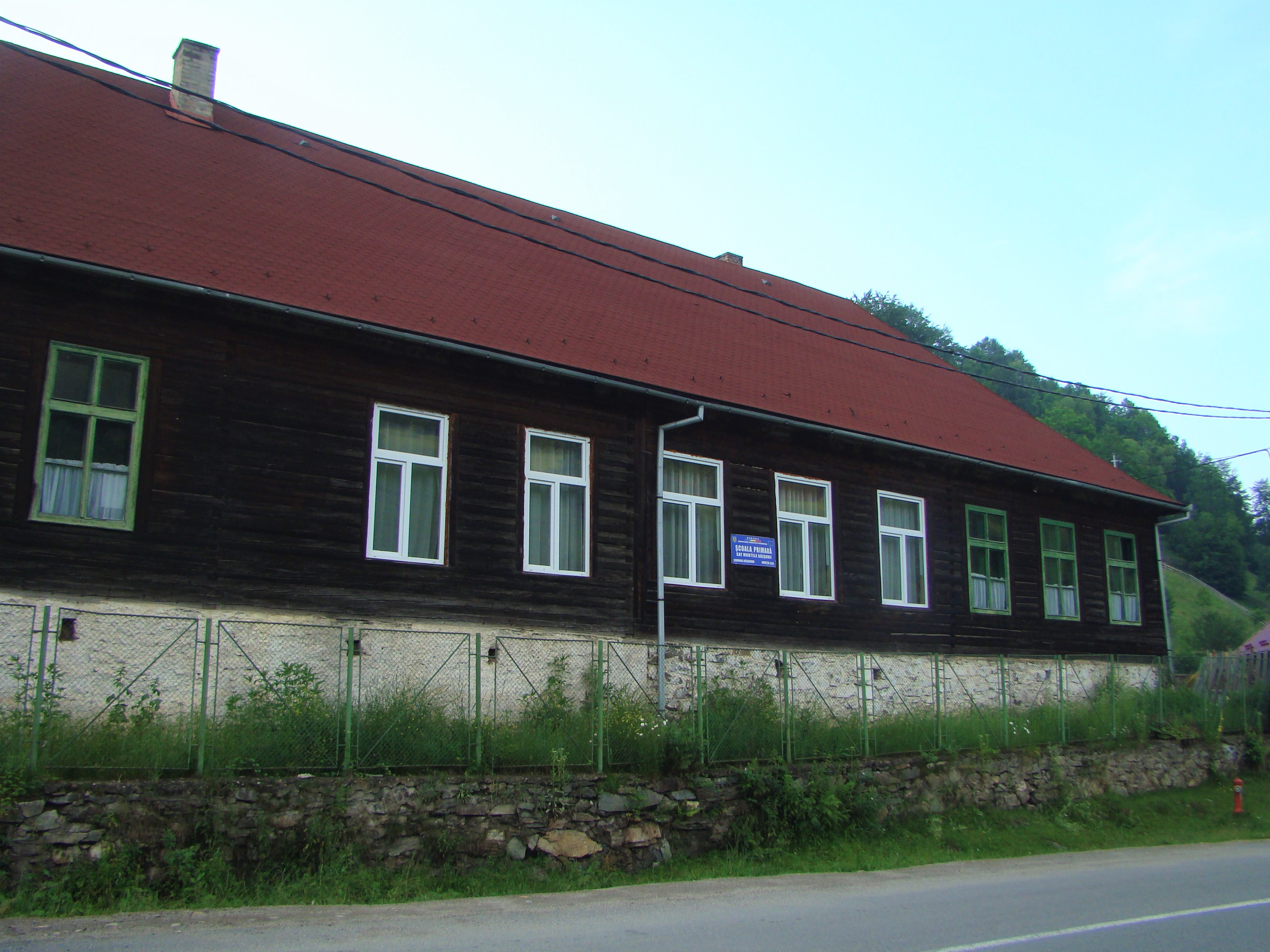
Școala
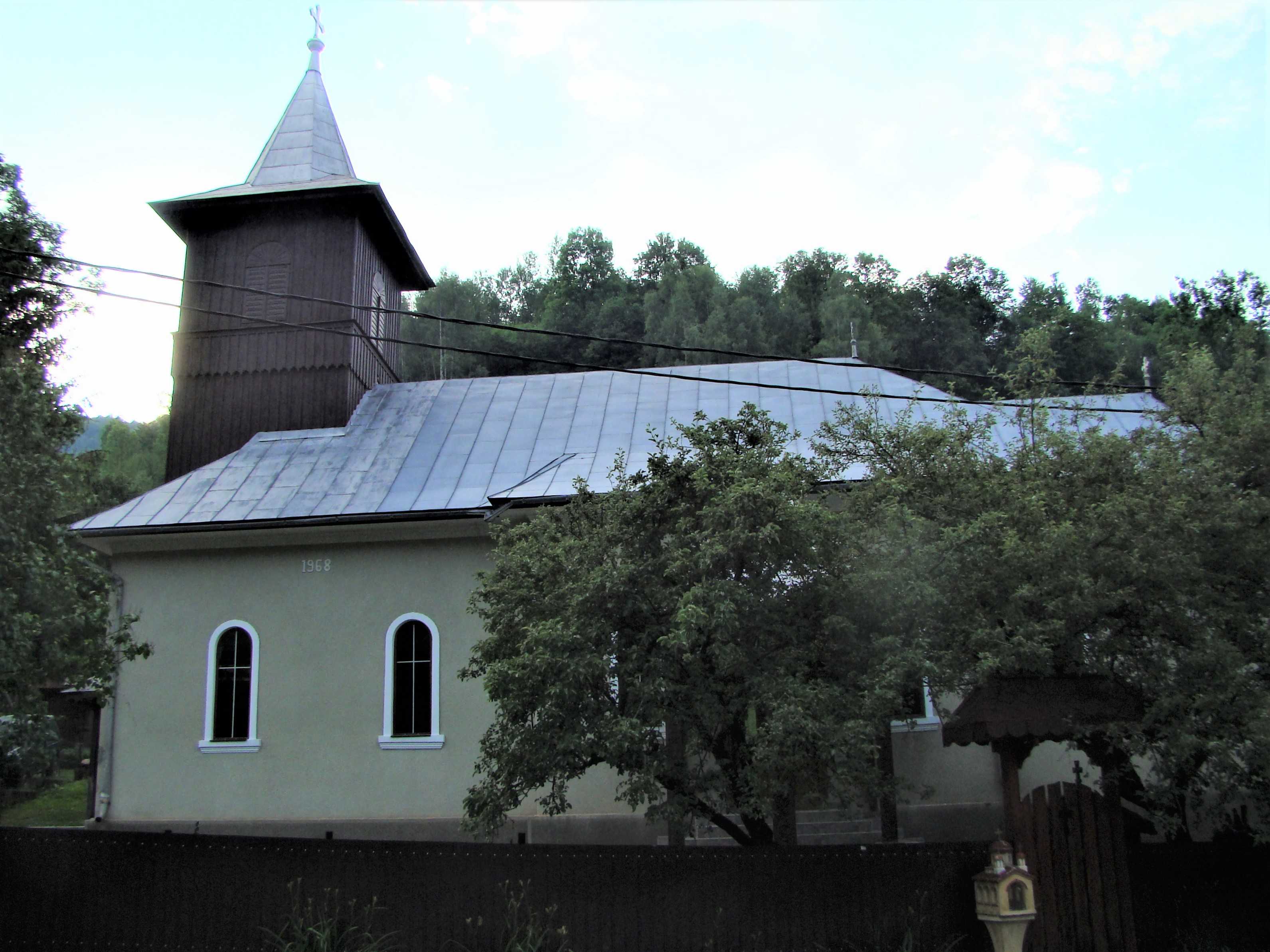
Biserica de lemn
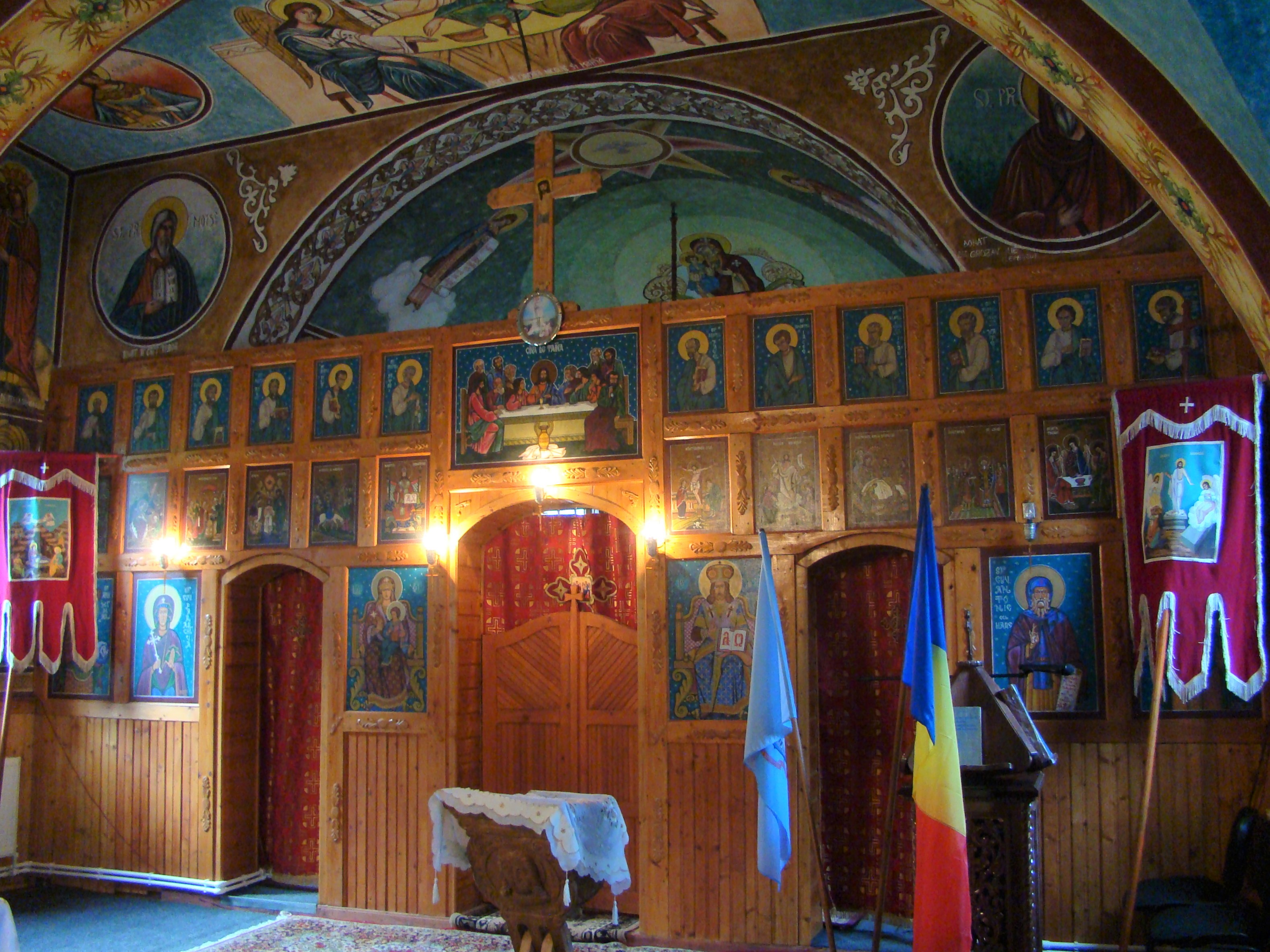
Iconostasul
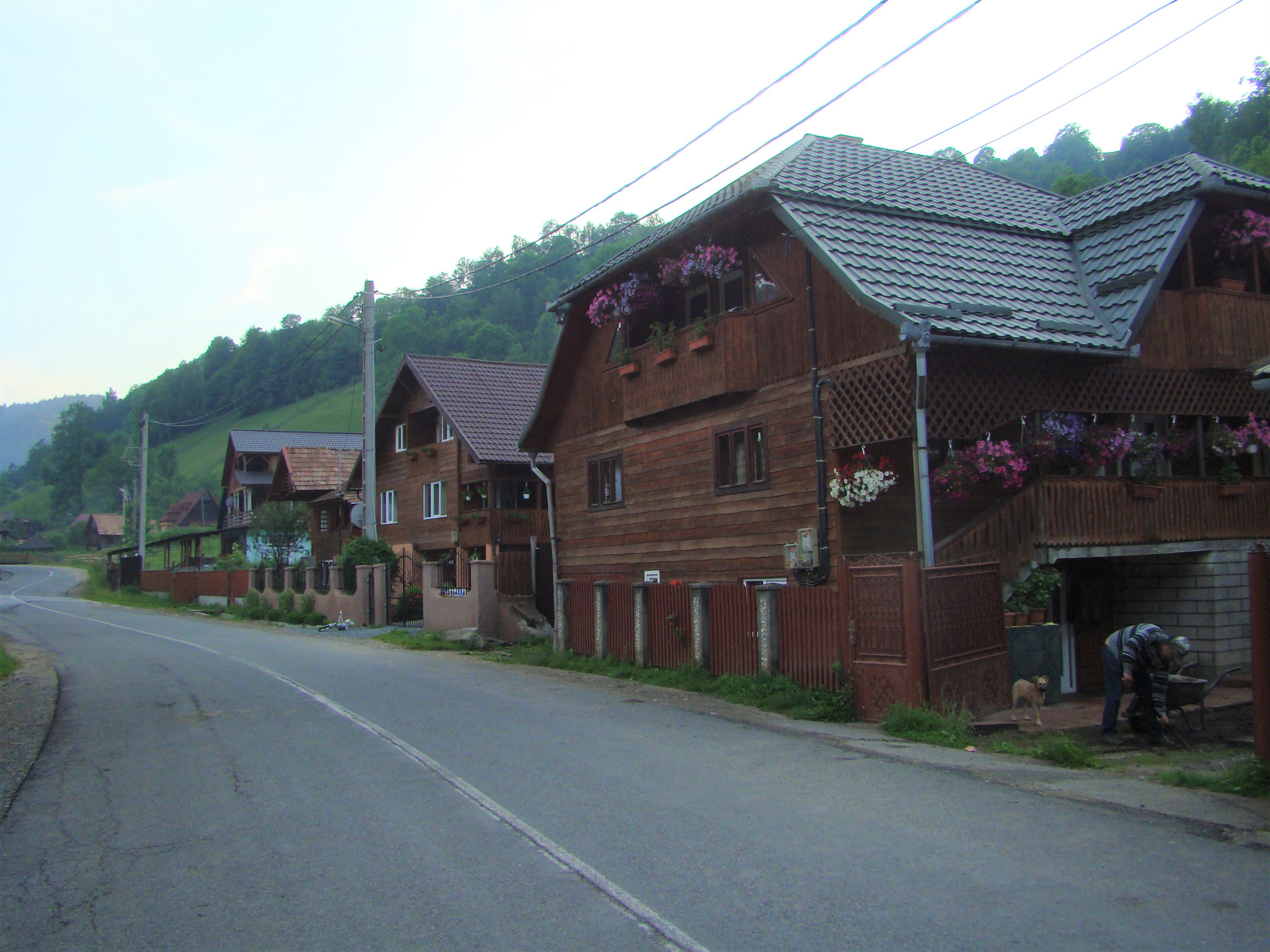
Muntele Băișorii, județul Cluj
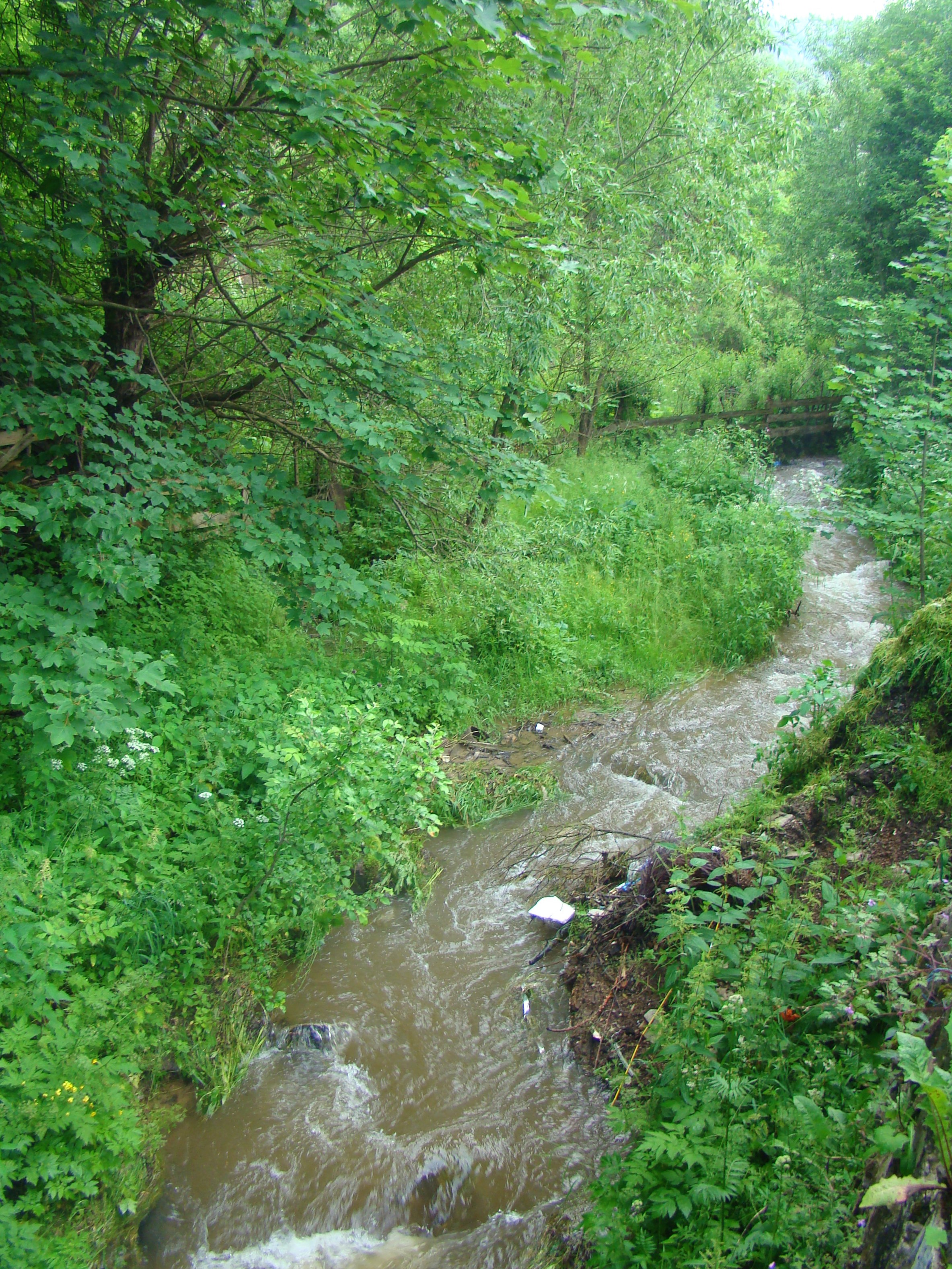
Râul Ierța
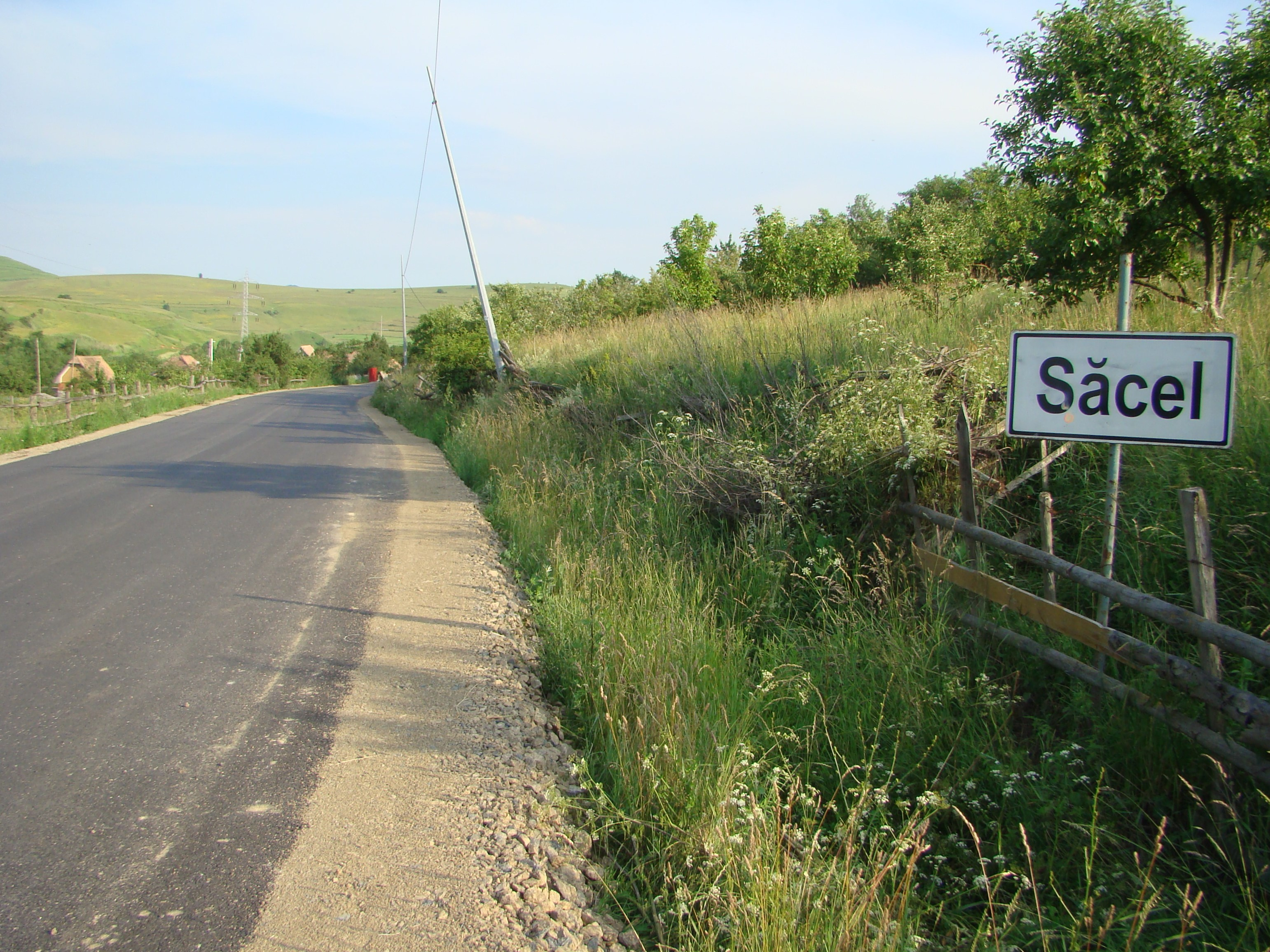
Săcel
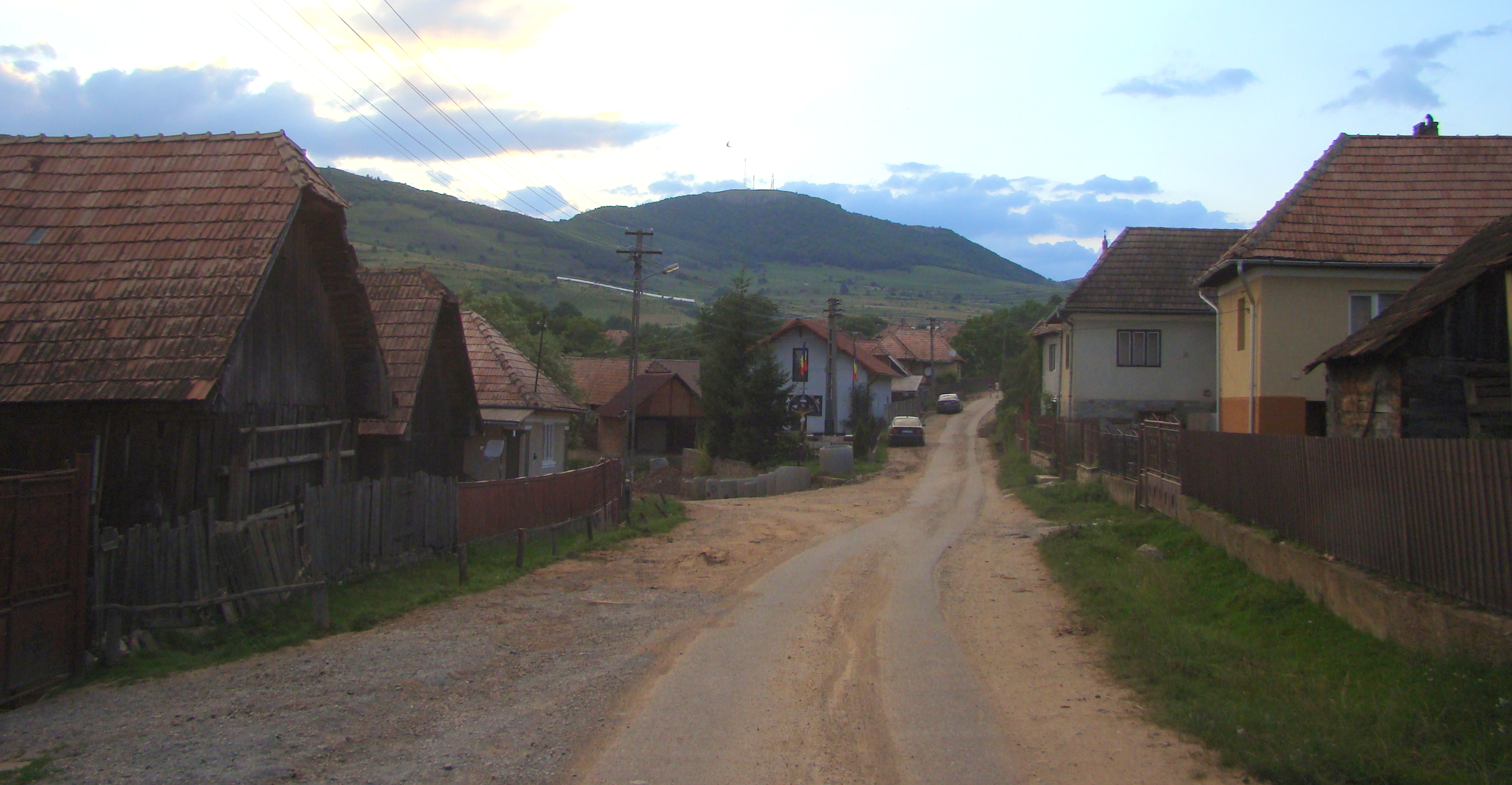
Săcel
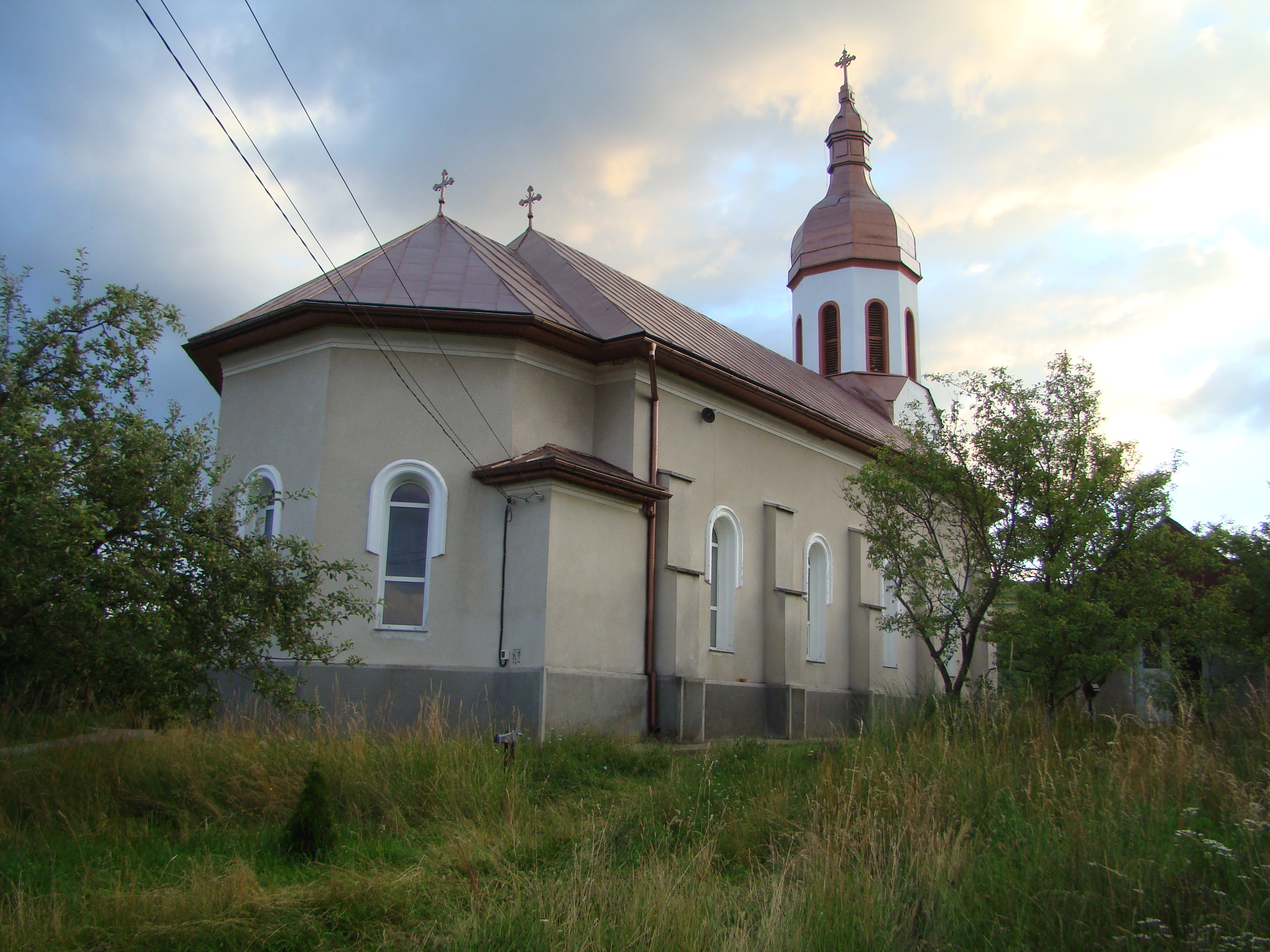
Biserica „Schimbarea la Față” (1935)
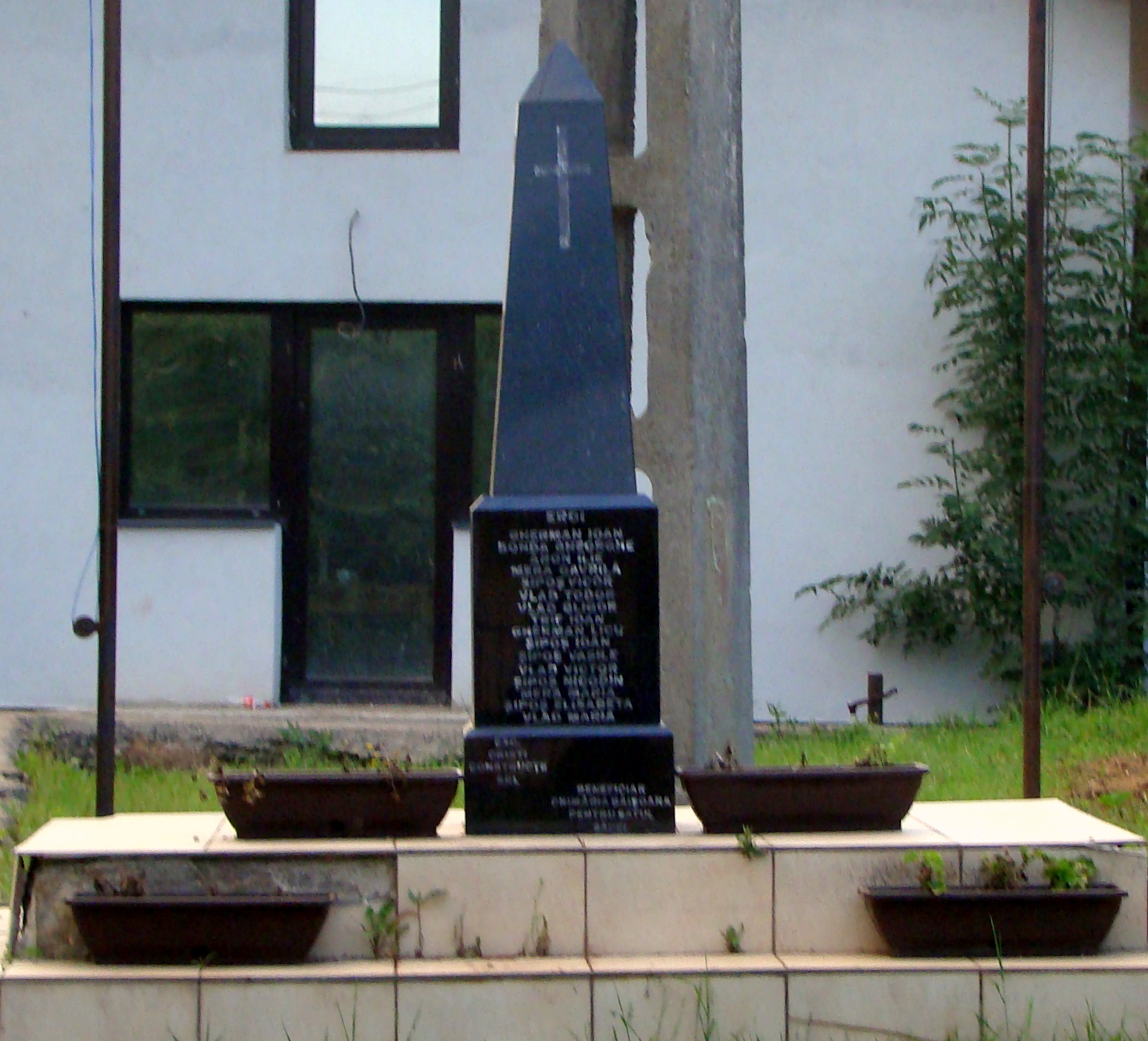
Monumentul eroilor